# Simbaci el Conestable
Simbaci el Conestable (en armeni: Սմբատ Սպարապետ, Սմբատ Գունդստաբլ, Sembat Sparapet, Sembat Gúndestabl) (1208–1276), fou un noble del Regne d'Armènia Menor, germà gran del rei Hethum I. Fou una persona important al seu país on actuà com a diplomàtic, jutge, militar amb el rang de conestable (en armeni Sparapet), equivalent a cap suprem de les forces armènies. També és conegut pels seus escrits d'història i per les traduccions de diversos codis legals.

## Biografia
En l'època del naxiement de Simbaci hi havia dues dinasties que havien assolit el poder a Armènia Menor, els rubènides i els hethumians, i ell era descendent d'ambdues. Simbaci era fill de Constantí de Barbaron i de Partzapert (cosina del rei Lleó III d'Armènia Menor). Altres parents seus eren: Joan bisbe de Sis, Ochine de Còricos, Estefania (esposa del rei Enric I de Xipre), i Hethum, que fou rei associat el 1226.
El 1225 Constantí ordenà l'assassinat de l'espòs de la reina Isabel d'Armènia Menor, que estava casada amb el fill de Bohemon IV d'Antioquia, per obligar-la a casar amb el seu fill Hethum, matrimoni que se celebrà el 4 de juny del 1226, i així el germà de Simbaci esdevingué rei en solitari a la mort d'Isabel, el 1252.

### Diplomàtic i militar
Armènia Menor era un país cristià que tenia relacions amb Europa i amb els estats croats i estava en lluita amb els musulmans que habitaven en la rodalia. Els mongols també eren una amenaça, puix que Genguis Kan estava creant un imperi en expansió cap a Occident. Els mongols tenien fama d'implacables, allà on volien instal·lar-se primer donaven l'oportunitat de rendir-se i, si trobaven resistència, massacraven la població.
El 1243, Simbaci fou membre d'una ambaixada enviada a Cesarea, on negocià amb el cap dels mongols, Baidju. El 1246 i després el 1259, Simbaci fou l'encarregat d'organitzar la defensa d'Armènia Menor contra la invasió del seljúcides de Rum. El 1247, quan el rei Hethum I decidí que la solució més assenyada era sotmetre's pacíficament als mongols, Simbaci fou enviat a la cort de Karakorum. Allà s'entrevistà amb el germà de Khublai Khan, Mongke, i establiren una aliança contra l'enemic comú que eren els musulmans seljúcides. La natura d'aquesta relació és descrita de diferent manera pels diversos historiadors, mentre que alguns fan servir la paraula aliança, altres en parlen de submissió, cosa que implica veure la Petita Armènia com a estat vassall dels mongols. L'historiador Angus Donal Stewart, és dels que en pensen de la segona manera. A partir de llavors els generals de l'exèrcit armeni van ser requerits al servei de les necessitats de l'Imperi Mongol i molts d'ells van morir en batalles mongoles.
Durant els anys 1247-1250 estigué de visita en la cort mongola, on el gran kan li oferí una parent seva per esposa. Amb ella tingué un fill que anomenà Vasil Tatar, el qual seria capturat pels mamelucs en la batalla de Mari el 1266.
Simbaci tornà a Armènia Menor el 1250, encara que efectuà un altre viatge a Mongòlia el 1254, acompanyant el rei Hethum a visitar la cort del gran kan Mongke.
A la mort del seu pare, Simbaci esdevingué el baró de Barbaron on hi residí.
Simbaci morí el 1276, no és clar si en la segona batalla de Sarvandikar, lluitant contra els mamelucs d'Egipte, o si va ser en la invasió dels turcmans de Maraix. Els armenis guanyaren la batalla, però Simbaci i altres barons moriren.

### Legislador
Simbaci fou membre del tribunal suprem d'aquell país, amb el càrrec de Verin o Mec Darpas, les funcions del qual consistien en supervisar la política de govern i els codis legals. Realitzà una traducció del codi legal del Principat d'Antioquia, que estava escrit en francès, i a més creà un còdex propi, el Datastanagirk, que era una adaptació d'una compilació anterior feta per Mkhitar Gosh.

### Cronista
Simbaci és més conegut per ser el testimoni que deixà per escrit la història de la seva època. Escriví "Chronique du Royaume de Petite Arménie" (Història del Regne de la Petita Armènia) que comença explicant des de l'any 951/952 i finalitza el 1274, dos anys abans de la seva mort. Es basà en antics textos armenis, siríacs, cristians dels regnes croats i potser bizantins, i afegí la seva pròpia narrativa. Aquest escrit és considerat una font documental valuosa per als historiadors, tot i que alguns el tenen més per un llibre de propaganda per donar a conèixer el seu país, més que no pas una veritable obra d'història.
Se n'han fet moltes traduccions, no sempre completes. Segons l'historiador Angus Donal Stewart, hi ha traduccions als francès i a l'anglès que només tracten el període de la dècada del 1270. Al segle xix, aquesta obra fou traduïda per Eduard Dulaurier i publicada sota ell títol Recueil des Historiens des Croisades, Historiens Armeniens I, juntament amb altres textos d'autors anònims que continuen la crònica fins a la dècada del 1330. Aquesta edició també inclou extractes de l'obra de Nerses Balients, escriptor de la fi del segle xiv.
Simbaci descriu amb entusiasme el seu viatge cap al país dels mongols, que durà entre el 1247 i el 1250. Envià cartes als governants d'Occident, –el rei de Xipre i el príncep d'Antioquia– en què descrivia un reialme cristià enmig de l'Àsia Central, els quals practicaven el culte nestorià.
El 7 de febrer del 1248, Simbaci envià una carta des de Samarcanda al seu cunyat Enric de Xipre (que estava casat amb la seva germana Estefania o Etienette) i deia:
«"Hem trobat molts cristians per tota la terra d'Orient, i moltes esglésies grans i belles... Els cristians d'Orient van anar al kan dels tàtars que ara governa (Güyük), el qual els rebé amb gran respecte i els donà llibertats i va comunicar per tot arreu que ningú havia de gosar molestar-los ni amb fets ni amb paraules."»
Una altra de les cartes de Simbaci anava adreçada al rei Lluís IX de França, escrita des de Xipre quan hi va anar l'any 1248, en la qual l'encoratjava a enviar ambaixadors als mongols, i proposava per aquesta tasca el dominic André de Longjumeau, qui anà a visitar Guyuk.